# Alardeo moral
El alardeo moral o postureo ético (en inglés: virtue signalling, literalmente «señalización de virtud») es la excesiva exhibición de determinados valores con la intención de comunicar el buen carácter propio.

## Historia
Según The Guardian, el término se ha utilizado desde al menos 2004 y figura en trabajos académicos sobre religión de 2010. y 2011. Sin embargo, un uso indirecto anterior, en el que el significado es sin embargo claro, se puede encontrar en el ensayo de David Foster Wallace "Tense Present", publicado en Harper's Magazine en 2001: "PCE [Politically Correct English] funciona principalmente para señalar y felicitar ciertas virtudes en el hablante..."
Según un artículo de The Spectator en 2015, a menudo se le atribuye el origen del término al periodista británico James Bartholomew. Este se atribuyó el mérito en artículos posteriores. La editora de Merriam-Webster Emily Brewster describe el alardeo moral como una contraparte de tinte académico del término inglés humblebrag (aproximadamente falsa modestia), un término acuñado por Harris Wittels en 2010.

## Opinión
Los psicólogos Jillian Jordan y David Rand sostienen que el alardeo moral es separable de la indignación genuina hacia una creencia en particular, pero que en la mayoría de los casos, las personas que hacen alardeo moral están, de hecho, experimentando simultáneamente una verdadera indignación. El lingüista David Shariatmadari postula en The Guardian que el mismo acto de acusar a alguien de alardeo moral es un acto de alardeo moral en sí mismo y que su uso excesivo como un ataque ad hominem durante el debate político lo ha convertido en una palabra de moda política sin sentido. Zoe Williams, también escribiendo para The Guardian, sugirió que la frase era el "insulto secuela al socialista caviar".

## Uso
El alardeo moral puede incorporar algunos o todos los elementos que se encuentran en la corrección política, sentenciosidad y la superioridad moral. El artículo original de Bartholomew describe el alardeo moral como un acto público de mínima repercusión destinado a informar a otros sobre la alineación personal socialmente aceptable en un tema.

### Medios de comunicación social
Angela Nagle, en su libro Kill All Normies, describió las reacciones en Internet al video viral de Kony 2012 como "lo que ahora podríamos llamar 'alardeo moral'", y que "los ciclos habituales de manifestaciones públicas de indignación en línea comenzaron como se esperaba con inevitables alardeo de la virtud competitiva" a raíz del asesinato de Harambe. B. D. McClay escribió en The Hedgehog Review que el alardeo floreció particularmente en las comunidades en línea. Era inevitable en las interacciones digitales porque carecían de las cualidades de la vida fuera de línea, como la espontaneidad. Cuando uno llenaba una lista de sus libros favoritos para Facebook, generalmente era consciente de lo que esa lista decía sobre uno mismo.
Blackout Tuesday, una acción colectiva que aparentemente estaba destinada a combatir el racismo y la brutalidad policial llevada a cabo el 2 de junio de 2020, principalmente por empresas y celebridades a través de las redes sociales en respuesta a los asesinatos de varios afroestadounidenses por parte de agentes de policía, fue criticado como una forma de alardeo moral por la "falta de claridad y dirección" de la iniciativa.

### Marketing
Además de las personas, las empresas también han sido acusadas de alardeo moral en marketing, relaciones públicas y comunicación de marca. El consumo de bienes suntuarios se ha descrito como una forma de alardeo moral por parte del consumidor. El sesgo de deseabilidad social de los encuestados puede complicar la recopilación de datos comerciales.

### Industria del cine
Greg Gutfeld, reflexionando sobre porqué ama el cine pero odia los Premios Óscar, lamentó el hecho de que la industria cinematográfica estadounidense haya abandonado el "escape cinematográfico" y la "experiencia humana compartida" en favor del alardeo moral a través de tales premios: "Las historias tradicionales son tan viejas como la humanidad misma. Por eso funcionaron. Las películas solían tener como objetivo entretenernos, a todos. Sin embargo, los Óscar reformularon la industria como motor de la nueva religión de políticas identitarias". Sean Spicer escribió a su vez: "Mientras que las celebridades y las películas con un 'mensaje' de alardeo moral dominan las entregas de premios, rara vez dominan la taquilla". Agregó que los "críticos de Hollywood" estimulan esta tendencia con el apoyo abrumador de películas como Knock Down the House y el desagrado por películas como Sticks & Stones, contrariamente a la aprobación del público, como lo muestra el sitio web de reseñas Rotten Tomatoes. Bill Maher, en un monólogo de su programa Real Time with Bill Maher, acusó a los "liberales de Hollywood" de alardeo moral al nominar exclusivamente películas "deprimentes" en la categoría de mejor película para los premios Óscar de 2021. Dijo: “Las nominaciones de la Academia solían decir, 'Qué grandes películas hacemos'. Ahora dicen: 'Mira qué buena gente somos'", lamentando la sensación de que "Hollywood solía saber cómo hacer una película que trate sobre algo, una película para adultos que también era entretenida y no solo deprimente". Maher también atribuye la preferencia de los liberales (en el sentido usado en Estados Unidos de América-en Europa serían "progres" o "pijiprogres") por películas tan tristes con el concepto de que "estar triste te permite sentir que estás haciendo algo acerca de un problema sin tener que hacer nada".